# Campionato del mondo femminile di scacchi rapidi 2024
Il Campionato del mondo femminile di scacchi rapidi 2024 (nome ufficiale: FIDE Women’s World Rapid Championship 2024) è stata l'11ª edizione ufficiale dei mondiali rapid. Il torneo si è disputato a New York, negli Stati Uniti d'America dal 26 al 28 dicembre 2024. L'evento si è tenuto in concomitanza con il campionato rapid assoluto e ha preceduto i mondiali lampo assoluto e femminile. La campionessa uscente era Anastasia Bodnaruk. Il titolo di campionessa del mondo è stato assegnato a Humpy Koneru, che con otto punti e mezzo su undici in classifica ha vinto il suo secondo campionato del mondo rapid femminile.

## Formula
Il torneo era composto di 11 turni a sistema svizzero con quindici minuti di tempo a disposizione per ciascuna giocatrice e dieci secondi di incremento a mossa.
Potranno partecipare all'evento:
1. Coloro che avevano raggiunto almeno i 2 250 punti Elo FIDE in una delle tre cadenze "Standard", "Rapid" e "Blitz";
2. Tutte le campionesse nazionali in carica a qualsiasi cadenza;
3. Invitate dalla FIDE;
4. Invitate dall'organizzatore dell'evento.

### Spareggi
- Per stabilire le posizioni diverse dalla prima si ricorrerà rispettivamente ai seguenti spareggi tecnici:[2]
  1. Buchholz tagliato
  2. Buchholz totale
  3. AROC 1[N 1]
  4. Scontri diretti, classifica avulsa
  5. Sorteggio

- Per stabilire la vincitrice del torneo in presenza di pari merito si sarebbe ricorso a degli spareggi play-off tra le prime due in classifica degli spareggi tecnici di cui sopra:
  1. Mini-incontro di due partite blitz con il tempo di 3 minuti e 2 secondi di incremento a mossa;
  2. Con il pareggio dell'incontro del punto precedente, una partita secca con lo stesso tempo di gioco, dove colei che aveva ottenuto una posizione più alta in classifica con gli spareggi tecnici avrebbe preso il bianco;
  3. Con l'ulteriore pareggio della partita secca del punto precedente, un'altra partita secca alle stesse condizioni, ma a colori invertiti;
  4. Con l'ulteriore pareggio, si sarebbe proceduto ad oltranza come al punto precedente.

### Montepremi
Il montepremi totale sarà di USD 228 500 così suddivisi:
| P. | Premio     | P.      | Premio     |
| -- | ---------- | ------- | ---------- |
| 1º | 60 000 USD | 7º      | 12 000 USD |
| 2º | 40 000 USD | 8º      | 9 000 USD  |
| 3º | 28 000 USD | 9º      | 6 500 USD  |
| 4º | 22 000 USD | 10º     | 4 000 USD  |
| 5º | 18 000 USD | 11º-15º | 1 800 USD  |
| 6º | 15 000 USD | 16º-20º | 1 000 USD  |